# Associazione Sportiva Racing Sporting Club Nuoto Roma
Associazione Sportiva Racing Sporting Club Nuoto Roma ou Racing Roma é um clube de polo aquático italiano da cidade de Roma.

## História
Associazione Nuotatori Brescia foi fundado em 1976.'

## Títulos
- LEN Euro Cup
  - 1993-94